# Marie Laveau
Marie Laveau, mais conhecida como a Rainha do Vodu (Nova Orleans,10 de setembro de 1801 - 16 de junho de 1881), foi uma ocultista estadunidense, considerada a mais influente praticante de vodu no estado estadunidense de Louisiana.

## Histórico
A origem de Marie é incerta, supõe-se que ela tenha nascido em 1801, no bairro francês de French Quarter, localizado na cidade estadunidense de Nova Orleans (Louisiana), e que seja filha de uma ex-escrava com o prefeito local, Charles Laveau. Casou-se com Jacques Paris, um negro livre, em 4 de agosto de 1819; sua certidão de casamento foi conservada na Catedral de Saint Louis Nova Orleans.[carece de fontes?]
M. Paris morreu em 1820, em circunstâncias não explicadas; após sua morte, Marie Laveau tornou-se cabeleireira e trabalhou para famílias brancas abastadas. Ela arranjou um amante, Luis Christopher Duminy de Glapion, com quem viveu até a morte dele, em 1835. 
Sobre sua carreira como paranormal, pouco pode ser dito conclusivamente. Diz-se que tinha uma cobra chamada Zumbi. Tradições orais sugerem que a parte oculta de sua magia era uma mistura sincrética de crenças católicas com espíritos de cultos africanos e outros conceitos religiosos.

Alega-se também que seu suposto poder mágico provinha, na verdade, de uma rede de informantes nas casas dos figurões nas quais ela tinha trabalhado como cabeleireira, e que ela era dona de um bordel. Ela especializou-se em obter informações privilegiadas de seus patrões ricos ao, aparentemente, instaurar medo nos servos destes a quem ela "curava" de males misteriosos (os quais ela pode ter causado ou sugerido, numa espécie de Síndrome de Munchausen profissional).

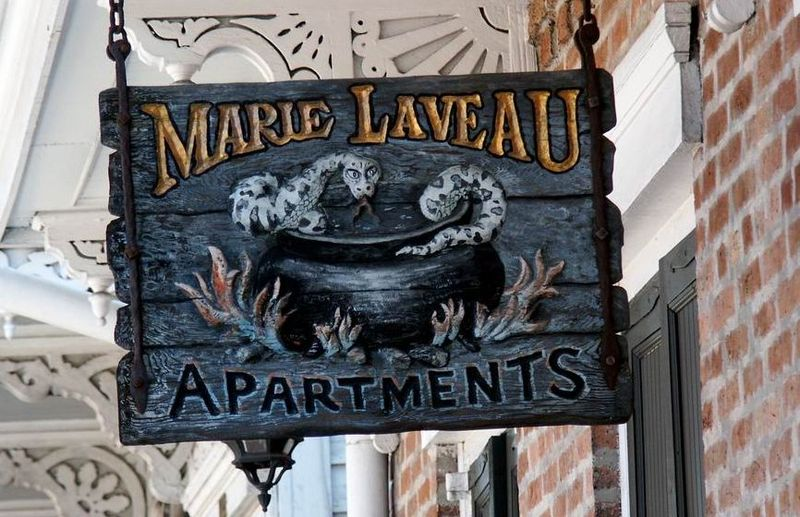

Em 16 de junho de 1881, os jornais de Nova Orleãs publicaram que Marie Laveau havia morrido. Isto é digno de nota, porque ela teria continuado a ser vista na cidade após esta data. Afirma-se que uma de suas filhas com M. Glapion assumiu seu nome e prosseguiu com a prática mágica após a morte dela.
Marie Laveau foi sepultada no Cemitério de São Luís em Nova Orleans, na cripta da família Glapion. A tumba continua a atrair visitantes que desenham três cruzes (XXX) na lateral, esperando que o espírito dela lhes conceda a realização de um desejo.

## Na ficção
Marie Laveau aparece em muitos romances, especialmente aqueles que abordam o oculto. Estes incluem Corpo fechado, obra literária que retrata parte da vida da neta de Marie Laveau relatada pela autora de obras espíritas Catherine Marcelle, American Gods de Neil Gaiman, The Arcanum de Thomas Wheeler, Voodoo Dreams de Jewell Parker Rhodes, Midnight Moon de Lori Handeland, Zorro de Isabel Allende, entre outros. No cinema, a Marie Laveau é citada como uma antepassada de um lobisomem no filme "Cry of the Werewolf".
Na televisão, na terceira temporada denominada Coven da série American Horror Story do canal televisivo FX, a atriz Angela Bassett interpreta Marie Laveau como rival da Bruxa-Suprema Fiona Goode (interpretada por Jessica Lange).
No universo das HQs ela foi adversária tanto de Drácula quanto do Dr. Estranho, nos quadrinhos da Marvel Comics. Também é retratada de forma bastante realista na saga "O espírito de Nat Turner", publicada na revista sueca Fantomen (2015), com roteiro de Claes Reimerthi, onde se une ao herói Fantasma para impedir um plano maligno.

## Na música
Marie Laveau está presente na área musical como:
- Personagem de uma canção "Marie Laveau" de Dr. John, cantor de blues de Nova Orleans.
- Principal referência na trilha Dixie Drug Store de Grant Lee Buffalo.
- Mencionada na canção "Clare" do Fairground Attraction.
- Personagem da música "Marie Laveau" de Bobby Bare, do cantor de country.
- O maior sucesso do grupo Redbone, Witch Queen Of New Orleans foi escrito em sua homenagem.
- Mencionada passeando com Oscar Wilde em "Wheel Inside the Wheel" de Mary Gauthier.
- Mencionada em "I Will Play for Gumbo" de Jimmy Buffett.
- Mencionada indiretamente em "Gris-Gris" pela banda de rock gótico de Nova Iorque, Curse. A canção fala com grandes detalhes do ritual que muitos realizam para invocar o espírito dela.
- O músico de New Orleans Craig Klein gravou a tradicional canção "Marie Laveau" em seu disco "New Orleans Trombonisms".
- Personagem de uma música da banda dinamarquesa Volbeat

## Em jogos de computador
- Marie Laveau é alvo de investigação no jogo Gabriel Knight.

- Marie Laveau é citada no jogo Bloodrayne,  no cenário Louisiana.